# Nayariophyton zizyphifolium
Nayariophyton zizyphifolium är en malvaväxtart som först beskrevs av William Griffiths, och fick sitt nu gällande namn av David Geoffrey Long och A.G. Miller. Nayariophyton zizyphifolium ingår i släktet Nayariophyton och familjen malvaväxter. Inga underarter finns listade i Catalogue of Life.